# Ротань Руслан Петрович
Русла́н Петро́вич Рота́нь (нар. 29 жовтня 1981, Полтава, СРСР) — український футболіст і футбольний тренер. Колишній півзахисник «Дніпра», київського «Динамо» та національної збірної України. Був виконувачем обов'язків головного тренера національної збірної України та головним тренером молодіжної збірної України (U-21), з якою здобув бронзові медалі молодіжного чемпіонату Європи 2023.З кінця травня 2025 року — головний тренер ФК "Полісся".

## Клубна кар'єра

### Початок кар'єри
Вихованець ДЮСШ полтавської «Ворскли» та дніпровського спортінтернату (тренер — Роман Шнейдерман).
У складі «Дніпра» дебютував в Українській прем'єр-лізі 7 листопада 1999 року в матчі проти «Кривбасу» (1:0). Поступово став ключовою фігурою в півзахисті дніпрян.

### «Динамо»
Улітку 2005 року перейшов із «Дніпра» до київського «Динамо». Спочатку регулярно потрапляв до стартового складу нового клубу, однак згодом утратив місце в динамівській «основі» й в середині сезону 2007/08 повернувся до «Дніпра». У складі «Динамо» став переможцем Кубку України 2005/06 і 2006/07, чемпіоном України 2006/07.

### Повернення до «Дніпра»
Після повернення до «Дніпра» знову став основним півзахисником команди, а згодом і її капітаном. 15 березня 2014 року в матчі з ФК «Севастополь» Руслан Ротань зіграв 300-й матч в чемпіонатах України, в тому числі — 250-й за «Дніпро». У 2015 році разом із дніпрянами дійшов до фіналу Ліги Європи, де зустрілися з іспанським клубом «Севілья». У тому поєдинку Руслан відзначився забитим голом зі штрафного, проте «Дніпро» поступилися з рахунком 2:3.
2016 року під час півфінального матчу кубка країни з луганською «Зорею» за неспортивну поведінку Ротань разом із Романом Зозулею отримав піврічну дискваліфікацію. Наприкінці серпня того ж року підписав із дніпровським клубом нову угоду за схемою «2+1».
17 вересня 2016 року, вийшовши на поле у грі проти «Зірки», Ротань провів 350-й матчі у Прем'єр Лізі України, зокрема — 300-й матч за «Дніпро». Це дозволило йому посісти 12-те місце за загальною кількістю матчів у Прем'єр-лізі..

### Празька «Славія»
Влітку 2017 року перебрався до Чехії, уклавши однорічний контракт з чемпіоном країни, празькою «Славією».

### Повернення до «Динамо»
12 січня було офіційно оголошено про підписання контракту з київським «Динамо».

## Виступи за збірні
Ще до дебюту в молодіжній збірній почав залучатися до лав національної збірної України, першу гру у формі якої провів 12 лютого 2003 року проти збірної Туреччини. Надалі на регулярній основі залучався тренерським штабом головної команди країни до її складу.
Протягом 2003 року захищав кольори молодіжної збірної України, та провів у її складі 10 матчів (1 гол).
У складі національної збірної був учасником чемпіонату світу 2006 року в Німеччині, на команда дійшла до стадії чвертьфіналу. Ротань взяв участь у трьох із п'яти матчів збірної на мундіалі, за результатами якого разом із низкою інших гравців команди був нагороджений орденом «За мужність» III ступеня.
Улітку 2011 року провів свою 50-ту гру за національну збірну України. У декількох матчах був капітаном збірної. 27 березня 2018 року, вийшовши на поле в другому таймі товариської зустрічі проти збірної Японії, провів свій 100-й матч за збірну. Таким чином, Ротань став лише другим гравцем української національної команди, який досяг цієї позначки, після Андрія Шевченка.

## Тренерська кар'єра
3 жовтня 2018 року почав працювати асистентом головного тренера донецького «Олімпіка».
28 грудня 2018 року був призначений головним тренером молодіжної збірної України.
У березні—червні 2023 року був виконувачем обов'язків головного тренера національної збірної України.

## Досягнення

### Як гравця

#### Командні
«Дніпро»:
 Срібний призер чемпіонату України: 2013/14
 Бронзовий призер чемпіонату України (4): 2000/01, 2003/04, 2014/15, 2015/16
 Фіналіст Кубка України: 2003/04
 Фіналіст Ліги Європи: 2014/15
«Динамо» (Київ):
 Чемпіон України: 2006/07
 Срібний призер чемпіонату України (3): 2005/06, 2007/08, 2017/18
 Володар Кубка України (2): 2005/06, 2006/07
 Фіналіст Кубка України: 2017/18
 Володар Суперкубка України (2): 2006, 2007

#### Особисті
- Тринадцять разів газета «Команда» включала Ротаня до щорічного переліку «33 найкращих футболістів України»: № 1 — 2003—2005, 2009, 2012—2015; № 2 — 2002, 2011; № 3 — 2006, 2010, 2016
- Член Клубу Олександра Чижевського: 375 матчів
- Володар премії «Гол року в Україні»: 2012[11]
- Рекордсмен «Дніпра» за кількістю проведених матчів в усіх турнірах: 416 матчів[12], за кількістю ігор за «Дніпро» в чемпіонатах України — 316, Кубку України — 42 та єврокубках — 58.

### Як тренера
«Олександрія»
- Срібний призер української Прем'єр-ліги (1): 2024/25

Молодіжна збірна України:
- Півфіналіст Молодіжного чемпіонату Європи 2023
- Кваліфікація на Олімпійські ігри 2024

## Статистика

### Статистика клубних виступів
Станом на 1 липня 2017 року
| Клуб              | Сезон             | Чемпіонат | Чемпіонат | Кубок | Кубок | Єврокубки | Єврокубки | Усього | Усього |
| Клуб              | Сезон             | Ігри      | Голи      | Ігри  | Голи  | Ігри      | Голи      | Ігри   | Голи   |
| ----------------- | ----------------- | --------- | --------- | ----- | ----- | --------- | --------- | ------ | ------ |
| «Дніпро» Д        | 1999-00           | 10        | 0         | 0     | 0     | —         | —         | 10     | 0      |
| «Дніпро» Д        | 2000-01           | 7         | 0         | 2     | 0     | —         | —         | 9      | 0      |
| «Дніпро» Д        | 2001-02           | 13        | 1         | 5     | 1     | —         | —         | 18     | 2      |
| «Дніпро» Д        | 2002-03           | 29        | 5         | 4     | 0     | —         | —         | 33     | 5      |
| «Дніпро» Д        | 2003-04           | 25        | 4         | 5     | 0     | 8         | 0         | 38     | 4      |
| «Дніпро» Д        | 2004-05           | 21        | 1         | 3     | 1     | 7         | 1         | 31     | 3      |
| Усього            | Усього            | 105       | 11        | 19    | 2     | 15        | 1         | 139    | 14     |
| «Динамо» К        | 2005-06           | 28        | 4         | 5     | 1     | 2         | 0         | 35     | 5      |
| «Динамо» К        | 2006-07           | 12        | 1         | 3     | 0     | 4         | 2         | 19     | 3      |
| «Динамо» К        | 2007-08           | 10        | 0         | 3     | 0     | 4         | 0         | 17     | 0      |
| Усього            | Усього            | 50        | 5         | 11    | 1     | 10        | 2         | 71     | 8      |
| «Дніпро» Д        | 2007-08           | 8         | 0         | 0     | 0     | —         | —         | 8      | 0      |
| «Дніпро» Д        | 2008-09           | 26        | 3         | 0     | 0     | 2         | 0         | 28     | 3      |
| «Дніпро» Д        | 2009-10           | 26        | 3         | 2     | 0     | —         | —         | 28     | 3      |
| «Дніпро» Д        | 2010-11           | 21        | 1         | 3     | 0     | 2         | 0         | 26     | 1      |
| «Дніпро» Д        | 2011-12           | 23        | 3         | 2     | 0     | 2         | 0         | 27     | 3      |
| «Дніпро» Д        | 2012-13           | 25        | 4         | 3     | 0     | 10        | 0         | 38     | 4      |
| «Дніпро» Д        | 2013-14           | 26        | 0         | 0     | 0     | 8         | 2         | 34     | 2      |
| «Дніпро» Д        | 2014-15           | 16        | 0         | 5     | 2     | 15        | 3         | 36     | 5      |
| «Дніпро» Д        | 2015-16           | 21        | 4         | 5     | 1     | 4         | 0         | 30     | 5      |
| «Дніпро» Д        | 2016-17           | 19        | 5         | 3     | 0     | —         | —         | 22     | 5      |
| Усього            | Усього            | 211       | 23        | 23    | 3     | 43        | 5         | 277    | 31     |
| Усього за кар'єру | Усього за кар'єру | 366       | 39        | 53    | 6     | 68        | 8         | 487    | 53     |

### Матчі у складі збірної України
| Дата       | Місто           | Господарі          | Результат               | Гості              | Турнір                  | Голи | Примітки  |
| ---------- | --------------- | ------------------ | ----------------------- | ------------------ | ----------------------- | ---- | --------- |
| 12/02/2003 | Ізмір           | Туреччина          | 0 – 0                   | Україна            | товариський матч        | -    | 72'       |
| 11/10/2003 | Київ            | Україна            | 0 – 0                   | Північна Македонія | товариський матч        | -    | 61'       |
| 31/03/2004 | Скоп'є          | Північна Македонія | 1 – 0                   | Україна            | товариський матч        | -    |           |
| 28/04/2004 | Київ            | Україна            | 1 – 1                   | Словаччина         | товариський матч        | -    |           |
| 05/06/2004 | Сен-Дені        | Франція            | 1 – 0                   | Україна            | товариський матч        | -    | 84'       |
| 18/08/2004 | Ньюкасл         | Англія             | 3 – 0                   | Україна            | товариський матч        | -    | 67'       |
| 08/09/2004 | Алмати          | Казахстан          | 1 – 2                   | Україна            | Відбір до ЧС 2006       | 1    | 67'       |
| 09/02/2005 | Тирана          | Албанія            | 0 – 2                   | Україна            | Відбір до ЧС 2006       | -    | 66'       |
| 04/06/2005 | Київ            | Україна            | 2 – 0                   | Казахстан          | Відбір до ЧС 2006       | -    |           |
| 08/06/2005 | Пірей           | Греція             | 0 – 1                   | Україна            | Відбір до ЧС 2006       | -    | 56'       |
| 15/08/2005 | Київ            | Україна            | 0 – 0 д.ч. (3 - 5 п.п.) | Ізраїль            | товариський матч        | -    |           |
| 03/09/2005 | Тбілісі         | Грузія             | 1 – 1                   | Україна            | Відбір до ЧС 2006       | 1    |           |
| 07/09/2005 | Київ            | Україна            | 0 – 1                   | Туреччина          | Відбір до ЧС 2006       | -    | 68'       |
| 08/10/2005 | Дніпропетровськ | Україна            | 2 – 2                   | Албанія            | Відбір до ЧС 2006       | 1    |           |
| 12/10/2005 | Київ            | Україна            | 1 – 0                   | Японія             | товариський матч        | -    | 46'       |
| 28/02/2006 | Баку            | Азербайджан        | 0 – 0                   | Україна            | товариський матч        | -    | 56'       |
| 28/05/2006 | Київ            | Україна            | 4 – 0                   | Коста-Рика         | товариський матч        | -    | 46'       |
| 02/06/2006 | Лозанна         | Італія             | 0 – 0                   | Україна            | товариський матч        | -    | 73'       |
| 05/06/2006 | Госсау          | Україна            | 3 – 0                   | Лівія              | товариський матч        | -    | 89'       |
| 08/06/2006 | Люксембург      | Люксембург         | 0 – 3                   | Україна            | товариський матч        | -    | 46'       |
| 14/06/2006 | Лейпциг         | Іспанія            | 4 – 0                   | Україна            | ЧС 2006                 | -    | 64'       |
| 19/06/2006 | Гамбург         | Саудівська Аравія  | 0 – 4                   | Україна            | ЧС 2006                 | -    | 71'       |
| 26/06/2006 | Кельн           | Швейцарія          | 0 – 0 д.ч. (0 - 3 п.п.) | Україна            | ЧС 2006                 | -    | 75'       |
| 15/08/2006 | Київ            | Україна            | 6 – 0                   | Азербайджан        | товариський матч        | 1    | 56'       |
| 06/09/2006 | Київ            | Україна            | 3 – 2                   | Грузія             | Відбір до ЧЄ 2008       | 1    |           |
| 07/02/2007 | Тель-Авів       | Ізраїль            | 1 – 1                   | Україна            | товариський матч        | -    | 60'       |
| 02/06/2007 | Сен-Дені        | Франція            | 2 – 0                   | Україна            | Відбір до ЧЄ 2008       | -    | 64'       |
| 22/08/2007 | Київ            | Україна            | 2 – 1                   | Узбекистан         | товариський матч        | 1    | 62'       |
| 08/09/2007 | Тбілісі         | Грузія             | 1 – 1                   | Україна            | Відбір до ЧЄ 2008       | -    | 67' 79'   |
| 13/10/2007 | Глазго          | Шотландія          | 3 – 1                   | Україна            | Відбір до ЧЄ 2008       | -    | 46' 70'   |
| 17/11/2007 | Каунас          | Литва              | 2 – 0                   | Україна            | Відбір до ЧЄ 2008       | -    |           |
| 21/11/2007 | Київ            | Україна            | 2 – 2                   | Франція            | Відбір до ЧЄ 2008       | -    |           |
| 06/02/2008 | Нікосія         | Кіпр               | 1 – 1                   | Україна            | товариський матч        | -    | 46'       |
| 10/02/2009 | Лімасол         | Словаччина         | 2 – 3                   | Україна            | товариський матч        | -    |           |
| 11/02/2009 | Нікосія         | Україна            | 1 – 0                   | Сербія             | товариський матч        | -    | 89'       |
| 06/06/2009 | Загреб          | Хорватія           | 2 – 2                   | Україна            | Відбір до ЧС 2010       | -    |           |
| 10/06/2009 | Київ            | Україна            | 2 – 1                   | Казахстан          | Відбір до ЧС 2010       | -    | 81'       |
| 12/08/2009 | Київ            | Україна            | 0 – 3                   | Туреччина          | товариський матч        | -    |           |
| 10/10/2009 | Дніпропетровськ | Україна            | 1 – 0                   | Англія             | Відбір до ЧС 2010       | -    | 79'       |
| 14/11/2009 | Афіни           | Греція             | 0 – 0                   | Україна            | Відбір до ЧС 2010       | -    | 46'       |
| 25/05/2010 | Харків          | Україна            | 4 – 0                   | Литва              | товариський матч        | -    | 84'       |
| 29/05/2010 | Львів           | Україна            | 3 – 2                   | Румунія            | товариський матч        | -    | 83'       |
| 02/06/2010 | Осло            | Норвегія           | 1 – 0                   | Україна            | товариський матч        | -    | 81'       |
| 11/08/2010 | Донецьк         | Україна            | 1 – 1                   | Нідерланди         | товариський матч        | -    | 36'       |
| 08/10/2010 | Київ            | Україна            | 2 – 2                   | Канада             | товариський матч        | -    | 46'       |
| 11/10/2010 | Дербі           | Бразилія           | 2 – 0                   | Україна            | товариський матч        | -    |           |
| 08/02/2011 | Паралімні       | Румунія            | 2 – 2 д.ч. (2 - 4 п.п.) | Україна            | товариський матч        | -    | 63'       |
| 09/02/2011 | Нікосія         | Швеція             | 1 – 1 д.ч. (4 – 5 п.п.) | Україна            | товариський матч        | -    |           |
| 29/03/2011 | Київ            | Україна            | 0 – 2                   | Італія             | товариський матч        | -    | 76'       |
| 01/06/2011 | Київ            | Україна            | 2 – 0                   | Узбекистан         | товариський матч        | -    | 46'       |
| 06/06/2011 | Донецьк         | Україна            | 1 – 4                   | Франція            | товариський матч        | -    |           |
| 10/08/2011 | Харків          | Україна            | 0 – 1                   | Швеція             | товариський матч        | -    | 73'       |
| 07/10/2011 | Київ            | Україна            | 3 – 0                   | Болгарія           | товариський матч        | -    | 46'       |
| 11/10/2011 | Таллінн         | Естонія            | 0 – 2                   | Україна            | товариський матч        | -    | 72'       |
| 15/11/2011 | Львів           | Україна            | 2 – 1                   | Австрія            | товариський матч        | -    | 46'       |
| 29/02/2012 | Петах-Тіква     | Ізраїль            | 2 – 3                   | Україна            | товариський матч        | -    | 76'       |
| 01/06/2012 | Інсбрук         | Австрія            | 3 – 2                   | Україна            | товариський матч        | -    | 63'       |
| 05/06/2012 | Інгольштадт     | Туреччина          | 2 – 0                   | Україна            | товариський матч        | -    |           |
| 11/06/2012 | Київ            | Україна            | 2 – 1                   | Швеція             | ЧЄ 2012 - груповий етап | -    | 85'       |
| 15/08/2012 | Львів           | Україна            | 0 – 0                   | Чехія              | товариський матч        | -    | 46'       |
| 11/09/2012 | Лондон          | Англія             | 1 – 1                   | Україна            | Відбір до ЧС 2014       | -    | 90+2'     |
| 12/10/2012 | Кишинів         | Молдова            | 0 – 0                   | Україна            | Відбір до ЧС 2014       | -    | 54'       |
| 16/10/2012 | Київ            | Україна            | 0 – 1                   | Чорногорія         | Відбір до ЧС 2014       | -    |           |
| 14/11/2012 | Софія           | Болгарія           | 0 – 1                   | Україна            | товариський матч        | -    | 90'       |
| 06/02/2013 | Севілья         | Україна            | 2 – 0                   | Норвегія           | товариський матч        | -    |           |
| 22/03/2013 | Варшава         | Польща             | 1 – 3                   | Україна            | Відбір до ЧС 2014       | -    | 17'       |
| 02/06/2013 | Київ            | Україна            | 0 – 0                   | Камерун            | товариський матч        | -    |           |
| 07/06/2013 | Подгориця       | Чорногорія         | 0 – 4                   | Україна            | Відбір до ЧС 2014       | -    | 19' 90+1' |
| 14/08/2013 | Київ            | Україна            | 2 – 0                   | Ізраїль            | товариський матч        | 1    |           |
| 11/10/2013 | Харків          | Україна            | 1 – 0                   | Польща             | Відбір до ЧС 2014       | -    |           |
| 15/10/2013 | Серравалле      | Сан-Марино         | 0 – 8                   | Україна            | Відбір до ЧС 2014       | -    |           |
| 15/11/2013 | Київ            | Україна            | 2 – 0                   | Франція            | Відбір до ЧС 2014       | -    |           |
| 19/11/2013 | Сен-Дені        | Франція            | 3 – 0                   | Україна            | Відбір до ЧС 2014       | -    | 7'        |
| 05/03/2014 | Ларнака         | Україна            | 2 – 0                   | США                | товариський матч        | -    | 78'       |
| 09/10/2014 | Борисов         | Білорусь           | 0 – 2                   | Україна            | Відбір до ЧЄ 2016       | -    | 64'       |
| 12/11/2014 | Львів           | Україна            | 1 – 0                   | Македонія          | Відбір до ЧЄ 2016       | -    | 72' 90+1' |
| 18/11/2014 | Київ            | Україна            | 0 – 0                   | Литва              | товариський матч        | -    | 78'       |
| 27/03/2015 | Севілья         | Іспанія            | 1 – 0                   | Україна            | Відбір до ЧЄ 2016       | -    |           |
| 09/06/2015 | Лінц            | Грузія             | 1 – 2                   | Україна            | товариський матч        | -    | 46'       |
| 14/06/2015 | Львів           | Україна            | 3 – 0                   | Люксембург         | Відбір до ЧЄ 2016       | -    | 46'       |
| 05/09/2015 | Львів           | Україна            | 3 – 1                   | Білорусь           | Відбір до ЧЄ 2016       | -    | 64' 75'   |
| 08/09/2015 | Жиліна          | Словаччина         | 0 – 0                   | Україна            | Відбір до ЧЄ 2016       | -    |           |
| 09/10/2015 | Скоп'є          | Македонія          | 0 – 2                   | Україна            | Відбір до ЧЄ 2016       | -    | 90'       |
| 12/10/2015 | Київ            | Україна            | 0 – 1                   | Іспанія            | Відбір до ЧЄ 2016       | -    | 87'       |
| 24/03/2016 | Одеса           | Україна            | 1 – 0                   | Кіпр               | товариський матч        | -    | 46'       |
| 28/03/2016 | Київ            | Україна            | 1 – 0                   | Уельс              | товариський матч        | -    | 59'       |
| 29/05/2016 | Турин           | Румунія            | 3 – 4                   | Україна            | товариський матч        | -    | 67'       |
| 03/06/2016 | Бергамо         | Албанія            | 1 – 3                   | Україна            | товариський матч        | -    | 67'       |
| 21/06/2016 | Марсель         | Україна            | 0 – 1                   | Польща             | ЧЄ 2016 - груповий етап | -    | 25'       |
| 09/10/2016 | Краків          | Україна            | 3 – 0                   | Косово             | Відбір до ЧС 2018       | 1    | 63'       |
| 12/11/2016 | Одеса           | Україна            | 1 – 0                   | Фінляндія          | Відбір до ЧС 2018       | -    | 67'       |
| 15/11/2016 | Харків          | Україна            | 2 – 0                   | Сербія             | товариський матч        | -    | 46' 79'   |
| 24/03/2017 | Загреб          | Хорватія           | 1 – 0                   | Україна            | Відбір до ЧС 2018       | -    | 37' 77'   |
| 02/09/2017 | Харків          | Україна            | 2 – 0                   | Туреччина          | Відбір до ЧС 2018       | -    | 79'       |
| 05/09/2017 | Рейк'явік       | Ісландія           | 2 – 0                   | Україна            | Відбір до ЧС 2018       | -    | 76'       |
| 06/10/2017 | Шкодер          | Косово             | 0 – 2                   | Україна            | Відбір до ЧС 2018       | -    | 63'       |
| 09/10/2017 | Київ            | Україна            | 0 – 2                   | Хорватія           | Відбір до ЧС 2018       | -    | 64' 69'   |
| 10/11/2017 | Львів           | Україна            | 2 – 1                   | Словаччина         | товариський матч        | -    | 57'       |
| 23/03/2018 | Марбелья        | Саудівська Аравія  | 1 – 1                   | Україна            | товариський матч        | -    | 46'       |
| 27/03/2018 | Льєж            | Японія             | 1 – 2                   | Україна            | товариський матч        | -    | 80'       |
| Усього     |                 | Матчів             | 100                     |                    | Голів                   | 8    |           |

## Державні нагороди
- Відзнака «Іменна вогнепальна зброя» (21 листопада 2015) — за досягнення високих спортивних результатів, вагомий внесок у розвиток вітчизняного футболу, піднесення міжнародного авторитету Української держави[13].

## Особисте життя
Батько Руслана — Петро Ротань — колишній футболіст, у 1980-х роках виступав за «Ворсклу».
Двоє братів Руслана — Олексій та Петро — також колишні футболісти, виступали, зокрема, за «Гірник-Спорт» у Другій лізі.
Дружина футболіста — Марія Ротань (до шлюбу Ігнатьєва) — колишня каратистка, чемпіонка Європи та світу з карате.
Ротань — один зі співзасновників футбольної академії у Дніпрі.